# 木屋善夫
木屋 善夫（きや よしお、1960年5月22日 - ）は、日本のゲームクリエイター。福岡県出身。1980年代には「東の木屋、西の内藤」と称され、1980年代から1990年代にかけての日本ファルコム黄金期を支えたプログラマの1人である。

## 来歴
専門学校卒業後、自動車整備士をしていたが、PC-6001と出会い、趣味でプログラミングを始める。そして、当時Appleの販売代理店だった日本ファルコムに客として通い、次第にオリジナルゲームを持ち込むようになり、『ギャラクティック・ウォーズ1』と『ぱのらま島』が商品化されて発売された。その後、『ドラゴンスレイヤー』の製作中に日本ファルコムへ入社し、主力プログラマとなった。
以後、多くの作品でプログラマ兼ディレクターを務めた。『風の伝説ザナドゥ』の開発を最後に同ソフトの発売を待たずして1993年に日本ファルコムを退社し、日本アプリケーションへ入社して『大逆鱗』シリーズなどを制作した。その後、
2007年より日本ファルコムと電遊社との共同企画MMORPG『ソーサリアンオンライン』のアドバイザーに就任していた。

## 作品リスト

### 日本ファルコム
日本ファルコムにおける木屋作品は『ドラゴンスレイヤー』以降、「ドラゴンスレイヤー（ドラスレ）シリーズ」と総称され、『ザナドゥ』以降は発売順にナンバリングが施されたサブタイトルが付けられている。なお、『ロマンシア』は発売当時は「III」でなく「Dragon Slayer Jr.」だったがドラスレファミリー発売時に改めて「III」になった。また『ドラゴンスレイヤー英雄伝説』は当初ナンバリングが外されていた。
なお、木屋の退社後に『リバイバルザナドゥ』や『新英雄伝説』などリメイク作品や派生作品が発売されているが、これらは「ドラゴンスレイヤー」を冠していない。
- ギャラクティック・ウォーズ
- ぱのらま島
- ドラゴンスレイヤーシリーズ
  - ドラゴンスレイヤー（Dragon Slayer I）
  - ザナドゥ（Dragon Slayer II）
  - ロマンシア（Dragon Slayer III）
  - ドラスレファミリー（Dragon Slayer IV）
  - ソーサリアン（Dragon Slayer V）
  - ドラゴンスレイヤー英雄伝説（Dragon Slayer VI）
  - ロードモナーク（Dragon Slayer VII）
  - 風の伝説ザナドゥ（Dragon Slayer VIII）
- ぽっぷるメイル - ディレクター
- ブランディッシュ - ディレクター
- ブランディッシュ2 - ディレクター
- ドラゴンスレイヤー英雄伝説II - ディレクター

#### 対談記事など
- アスキー書籍編集部（編集）『蘇るPC-8801伝説 永久保存版』アスキー、2006年。ISBN 978-4756147301。

### 日本アプリケーション
- 逆鱗 GEKIRIN
- 大逆鱗 DIE GEKIRIN
- 大逆鱗II  DIE GEKIRIN II
- 大逆鱗III  DIE GEKIRIN III
- ラスト・インペリアル・プリンス（ディレクター）
- えんがちょ！
- すすめ！ベンチャー企業

## 逸話
- 日本ファルコムに客として出入りしていたころは、プログラムを持ち込んだ報酬として現金ではなくディスプレイやプリンターなど現物をもらっていた[3]。
- 加藤正幸（中国語版）によると「（木屋は）開発対象のパソコンのクロックを数えながらプログラミングをしていた」という。
- ゲーム雑誌『ログイン』（アスキー）で、1980年代に優れたプログラミング技術を用いた投稿ゲームに対し与えられていた「木屋賞」は、木屋の名字から取られたもの。一時は実際に木屋自身が同賞の選考に参加していたこともある。